# Pamal Navil, Chilón
Pamal Navil är en ort i Mexiko.   Den ligger i kommunen Chilón och delstaten Chiapas, i den sydöstra delen av landet, 800 km öster om huvudstaden Mexico City. Pamal Navil ligger 1 028 meter över havet och antalet invånare är 588.
Terrängen runt Pamal Navil är kuperad. Runt Pamal Navil är det glesbefolkat, med 16 invånare per kvadratkilometer. Närmaste större samhälle är Chiquinival, 19,7 km sydväst om Pamal Navil. I omgivningarna runt Pamal Navil växer i huvudsak städsegrön lövskog.